# 제롬 보나파르트
제롬 보나파르트(프랑스어: Jérôme Bonaparte, 1784년 11월 15일 - 1860년 6월 24일)는 나폴레옹 보나파르트의 세 번째(막내) 동생로, 프랑스 제국의 괴뢰 국가 베스트팔렌 왕국의 국왕(재위 1807년 - 1813년)이다. 조카인 루이 나폴레옹이 프랑스 대통령으로 집권하자 정부 요직을 차지하기도 하였다.
왕국의 해체 이후에는 1816년 7월 장인 뷔르템베르크의 프리드리히 1세로부터 몽포르 대공의 작위를 받았다. 그는 조카 나폴레옹 3세의 집권까지 살아남았으며, 그의 형제들 중 지금까지 유일하게 사진이 전하는 인물이기도 하다.

## 생애
그는 코르시카 섬의 아작시오에서 카를로 보나파르트와 레티치아 라모리노 사이에서 지로라모 디 보나파르트로 태어났다. 이후 가톨릭 대학에서 공부하였으며 프랑스 해군에 근무하였다. 베스트팔렌 왕국의 왕위에 오르고, 이후 뷔르템베르크 공주 카테리나와 결혼하였다. 1816년 7월 장인인 뷔르템베르크의 프리드리히 1세로부터 몽포르 대공(prince de Montfort)이라는 칭호 를 받았다.
나폴레옹 황제가 권좌에서 물러나자 제롬은 이탈리아로 가서 주스티나 페코리수아레즈와 결혼하였다. 조카인 루이 나폴레옹이 프랑스 대통령이 되자 파리 앵발리드 청장이 되었고 상원의장을 맡았다. 1850년 사진을 촬영했는데 그의 형제들 중 유일하게 사진을 남긴 인물이자, 루이 필리프 1세와 함께 사진을 남긴 몇 안되는 19세기의 프랑스 군주의 한 사람이다. 1860년 6월 24일 프랑스 마시에서 사망하였으며 앵발리드에 묻혔다. 그의 손자인 찰스 조셉 보나파르트(제롬 나폴레옹 보나파르트의 아들)는 미국 해군청장과 법무장관을 지냈으며 1908년 미 연방수사국(FBI)을 창설하였다.

## 가족

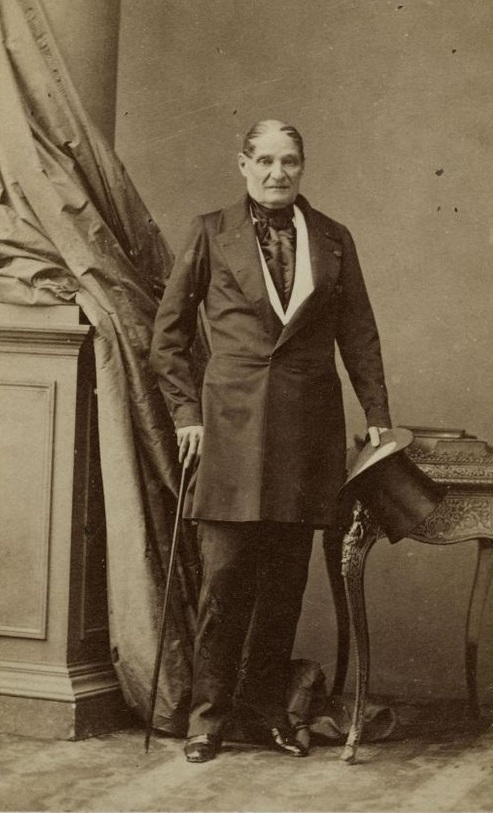
1850년 앙드레 디스데리가 촬영한 제롬 보나파르트의 사진

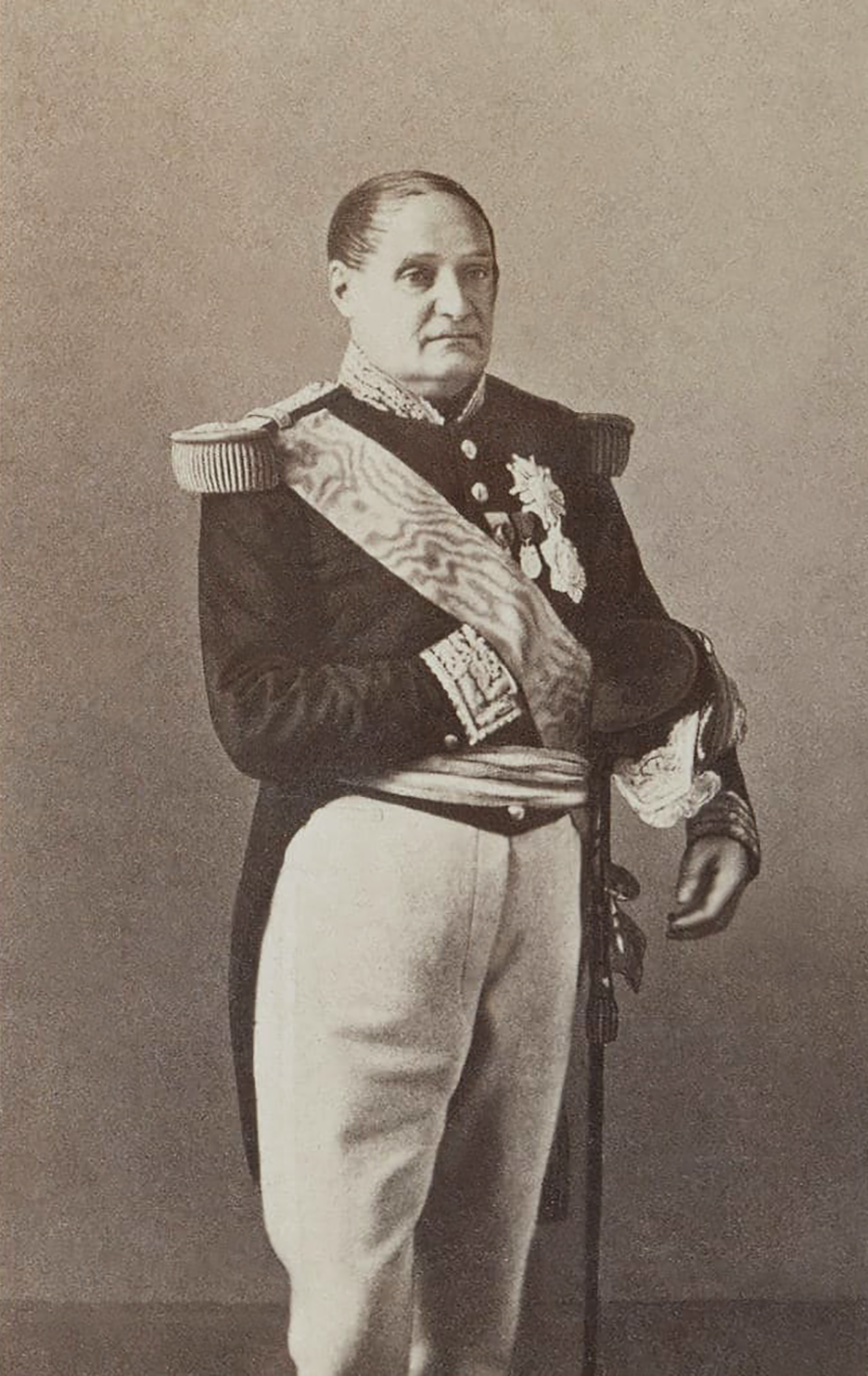
1850년 앙드레 디스데리가 촬영한 제롬 보나파르트의 사진

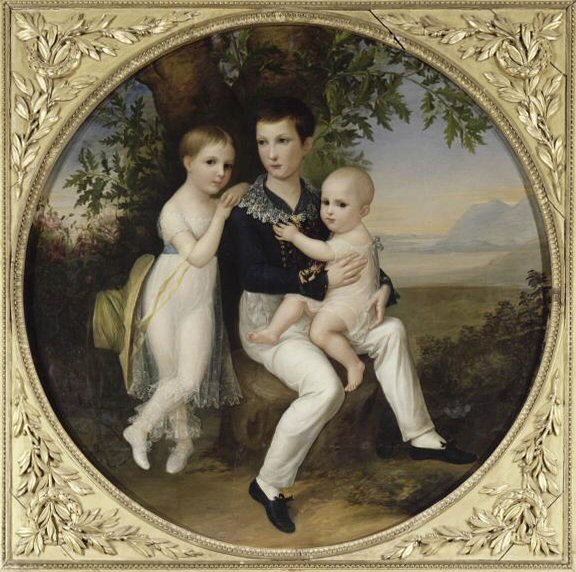
<제롬 보나파르트의 자식들Les Enfants de Jérôme Bonaparte>, 미셸 기슬랭 스타플로 작, 아작시오 페슈 미술관 소장

- 제롬 보나파르트는 나폴레옹의 허가 없이 미성년이었음에도 1803년 12월 24일 미국 발티모어에서 엘리자베스 패터슨(1785년-1879년)과 결혼하였다. 1805년 3월 11일 황제 칙령으로 결혼은 무효화되었으며 자식 역시 법적으로 인정받지 못했는데, 해외에서 치러진 결혼이며 가문의 허가를 받지 않았기 때문이다. 제롬 보나파르트와 페터슨의 자녀는 다음과 같다.
  - 제롬 나폴레옹 (1805년-1870년), 자식 2명
    - 제롬 나폴레옹 2세 (1830년-1893년), 미군 장교. 이후 나폴레옹 3세하 프랑스군 대령
    - 샤를 조제프 보나파르트 (1851년-1920년), 미국 해군장관. 이후 미대통령 시어도어 루즈벨트 내각에서 사법장관을 역임

- 1807년 8월 22일 제롬 보나파르트는 파리에서 뷔르템베르크 왕 프리드리히의 딸, 카테리나 폰 뷔르템베르크(1783년-1835년) 공주와 결혼하였다. 부부는 세 자식을 가졌다.
  - 제롬 나폴레옹 샤를, "몽포르 왕자", 1814년 8월 24일 트리에스테에서 태어남. 뷔르템베르크군 대령. 이후 1847년 5월 12일 피렌체에서 사망.
  - 마틸드 레티지아, "마틸드 공주", 1820년 5월 27일 태어나 1904년 1월 2일 사망. 1840년 산 도나토 공 아나톨리 데미도프(1813년-1870년)와 결혼. 1847년 별거.
  - 나폴레옹 제롬 조제프 샤를, 프랑스의 왕자, "나폴레옹 왕자", "피옹피옹". 1822년 9월 9일 태어나 1891년 3월 17일 사망. 1859년 사르데나 왕이자 훗날 이탈리아 왕이 되는 비토리오 에마누엘레 2세의 딸, 마리아 클로틸데 디 사보이아(1843년-1911년)와 결혼.

- 제롬 보나파르트는 주스티나 바르톨리니발델리 후작부인(혼전성 페코리수아레즈, 1811년-1903년)과 먼저 1840년 피렌체에서 교회 결혼식을 올리고 1853년 1월 19일 파리에서 법적 결혼을 맺었으나, 결혼은 비밀리에 이뤄졌음.

보나파르트 가문의 현 연장자인 샤를 나폴레옹은 1950년 태어났으며, 제롬 보나파르트의 종가 후손 루이 나폴레옹(1914년-1997년)의 아들이다.

## 같이 보기
- 보나파르트가